# Wołodymyriwka (rejon sumski)
Wołodymyriwka (ukr. Володимирівка) – wieś na Ukrainie, w obwodzie sumskim, w rejonie sumskim, w hromadzie Chotiń. W 2017 liczyła 110 mieszkańców.